# Aloe karasbergensis
Aloe karasbergensis es una especie de planta suculenta  perteneciente a la familia de los aloes.

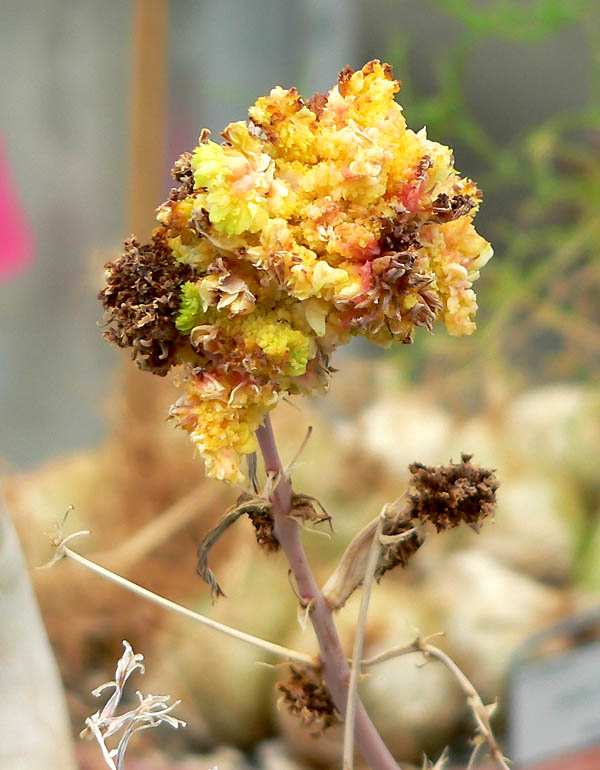
Inflorescencia

## Descripción
Es una planta suculenta con las hojas agrupadas en una roseta basal. Las hojas son carnosas, de color verde-azulado pálido. Las inflorescencias en un tallo erecto con racimos de flores de color rosa oscuro, o rojo.
Es muy apreciada como planta ornamental.

## Distribución y hábitat
Es endémica de Sudáfrica y Namibia donde crece en lugares secos y roquedales. Encontrado en las zonas áridas de Mosselbay en el este a través del Little Karoo hasta Grahamstown, en el oeste y el norte de Somerset Oriente y de Graaf Reinett.

## Taxonomía
Aloe karasbergensis fue descrita por Neville Stuart Pillans y publicado en J. Bot. 66: 233 1928.
Etimología
Aloe: nombre genérico de origen muy incierto: podría ser derivado del griego άλς, άλός (als, alós), "sal" - dando άλόη, ης, ή (aloé, oés) que designaba tanto la planta como su jugo - debido a su sabor, que recuerda el agua del mar. De allí pasó al Latín ălŏē, ēs con la misma aceptación, y que, en sentido figurado, significaba también "amargo". Se ha propuesto también un origen árabe, alloeh, que significa "la sustancia amarga brillante"; pero es más probablemente de origen complejo a través del hébreo: ahal (אהל), frecuentemente citado en textos bíblicos.
karasbergensis: epíteto
Sinonimia
- Aloe striata subsp. karasbergensis (Pillans) Glen & D.S.Hardy	[7]